# Semiothisa bruni
Semiothisa bruni là một loài bướm đêm trong họ Geometridae.